# Eparchie kremenčucká
Eparchie Kremenčuk je eparchie ukrajinské pravoslavné církve Moskevského patriarchátu.

## Území a titul biskupa
Zahrnuje správní hranice území Kremenčuckého (s výjimkou města Horišni Plavni), Lubenského (s výjimkou Mharského monastýru), a zrušeného Lochvyckého rajónu, který je součástí Myrhorodského rajónu Poltavské oblasti.
Eparchiálnímu biskupovi náleží titul biskup kremenčucký a lubenský.

## Historie
Eparchie byla zřízena Svatým synodem Ukrajinské pravoslavné církve dne 14. listopadu 2007 z části území poltavské eparchie.

## Seznam biskupů
- 2007–2008 Jevlohij (Hutčenko)
- 2008–2009 Volodymyr (Oračov)
- 2009–2011 Tychon (Žyljakov)
  - 2011–2011 Fylyp (Osadčenko) dočasný správce
- od 2011 Mykolaj (Kapustin)